# تیم ملی فوتبال چین تایپه
تیم ملی فوتبال چین تایپه نماینده کشور تایوان در مسابقات بین‌المللی و آسیا است که زیر نظر فدراسیون فوتبال چین تایپه فعالیت می‌کند.
اولین بازی رسمی این تیم در تاریخ ۱ فوریه ۱۹۱۳ میلادی در برابر تیم ملی فوتبال فیلیپین برگزار شده‌است.